# Aiguader

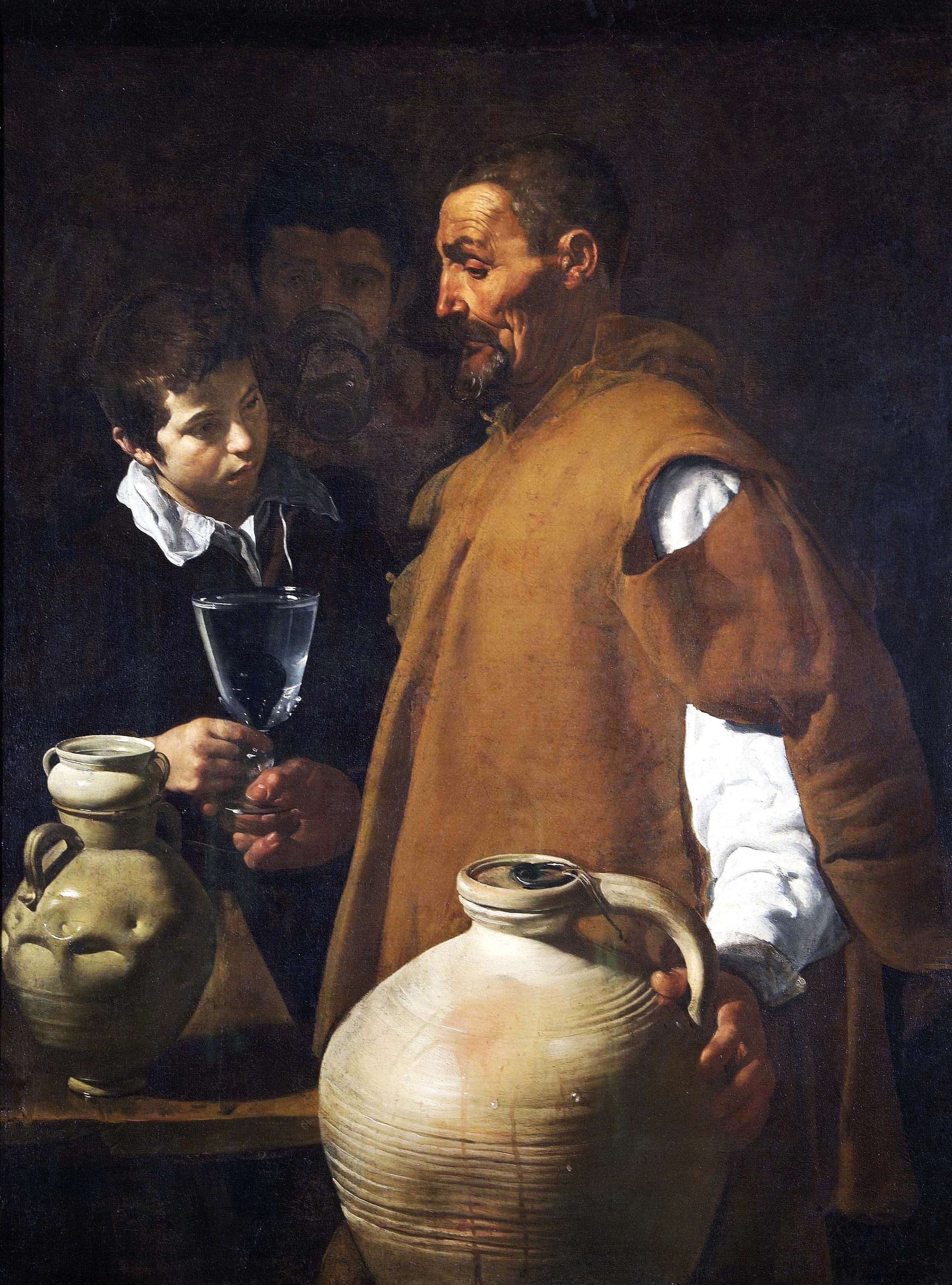
L'aiguader de Sevilla, de Velázquez.

Un aiguader era una persona l'ofici de la qual era tenir cura de l'aigua de les séquies.
També rebia aquest nom aquell que es dedicava a traginar i vendre aigua a les ciutats.
Trobem, per exemple, documentat aquest ofici a Lleida, al segle xv.